# Лоренцо II (раджа Ларантуки)
Дон Лоренцо Диас Виейра Годиньо, также известный как Лоренцо II (июль 1859 — ноябрь 1910, Ява) — последний независимый раджа индонезийского островного княжества Ларантука (ныне провинция Восточная Нуса-Тенгара) с 14 сентября 1887 по 1 июля 1904 года. Низложен голландскими колониальными властями и сослан на Яву, где и умер.

## Происхождение и ранние годы
Дон Лоренцо Диас Виейра Годиньо или раджа Лоренцо II происходил из династии правителей княжества Ларантука, располагавшегося на Малых Зондских островах Флорес, Солор, Адонара и Лембата, которые в настоящее время входят в состав индонезийской провинции Восточная Нуса-Тенгара. Раджи Ларантуки возводили своё происхождение к союзу некоего мужчины из средневекового южнотиморского царства Вехале Вайвику и мифической женщины из вулкана Или Мандири. Начиная c XVI века династия раджей Ларантуки признавала над собой верховную власть Португальской империи и находилась в тесных взаимоотношениях с португальской католической миссией. В 1859 году княжество Ларантука вместе с большей частью территории Португальской Ост-Индии перешло в состав Голландской Ост-Индии, а в 1860 году католическую миссию Ларантуки возглавили голландские представители ордена иезуитов.
Лоренцо родился в июле 1859 года в католической семье принца Куино (Кину), одного из младших сыновей раджи Лоренцо I. Члены династии раджей Ларантуки говорили на малайском языке, но поддерживали тесные связи со своими подданными, говорившими на языке ламахолот, которых голландские священники обычно называли «горными людьми». После смерти Лоренцо I, страдавшего опиумной зависимостью, княжеский престол Ларантуки последовательно занимали три его сына — Андре II (как и его отец, опиумный наркоман, ум. в 1861 году), Гаспар (ум. в 1877 году) и Доминго. Дети Лоренцо I не были примерными христианами — каждый из них имел по несколько жён, а дон Куино (Кину), отец Лоренцо II, был женат на мусульманке и во главе организованной им шайки промышлял пиратством. Раджа Гаспар называл своего брата Куино туканг мабук («мастер пьянства»), а другие прозвали его куда путих — «белый конь» — так в Ларантуке называли интриганов и возмутителей спокойствия в семье. По описанию голландцев, дон Куино был грузным, мускулистым, широкогрудым и покрытым волосами — «грубая геркулесова фигура с головой Нерона». Любимым его занятием, помимо пьянства и разбоя, была игра в кости, а к христианским канонам Куино проявлял нескрываемое равнодушие.
Раджи Ларантуки традиционно играли центральную роль в языческой ритуально-обрядовой системе народа ламахолот, в том числе, в поддержании его традиционных храмов, что вызвало яростное неприятие со стороны голландских священников, менее терпимых в вопросах вероисповедания, чем их португальские предшественники. Голландские миссионеры вполне заслуженно считали раджей Андре II и Гаспара несовершенными христианами, слишком склонными поддерживать своих подданных-язычников. Между миссионерами и раджами даже произошло несколько столкновений из-за попыток раджей восстановить местные языческие храмы. Свои надежды местная католическая миссия возлагали на молодого принца Лоренцо, которого священники взяли на воспитание после преждевременной кончины его отца Куино. Лоренцо был крещён в возрасте десяти лет и, вероятно, получил образование у первого в Ларантуке священника-иезуита Грегориуса Меца. В результате обучения Лоренцо мог понимать разговорный голландский и писать на малайском языке. Кроме того, он был более преданным христианином и явно более податливым.
24 января 1877 года раджа Гаспар умер от дизентерии и голландские миссионеры предприняли меры к возведению на престол семнадцатилетнего Лоренцо. Ни один из сыновей раджи Лоренцо I, кроме дона Куино, не произвёл на свет наследника мужского пола и, с точки зрения католической миссии, принц Лоренцо являлся единственным законным преемником своего дяди Гаспара. По словам отца-иезуита Грегориуса Меца, «на всем острове не найти никого лучше... если он преодолеет трудности, то здесь дела пойдут в другом направлении». Однако местные старейшины Ларантуки посчитали, что Лоренцо слишком молод, чтобы взять на себя управление княжеством, администрация которого пришла в упадок из-за бездеятельности раджи Гаспара, и избрали новым раджой сводного брата Гаспара, дона Доминго, внебрачного сына Лоренцо I. Потерпев неудачу, главный патрон юного принца, отец Мец, назначил Лоренцо учителем в своей школе, где тот стал обучать детей чтению, письму, арифметике и пению. Позже Мец положительно отзывался об успехах принца на новом поприще. Постепенно Лоренцо был втянут в продолжавшуюся борьбу католической миссии с местными сторонниками традиционных верований, став орудием миссионеров в деле борьбы с возведением новых и сохранением старых языческих храмов. Дело дошло до открытого конфликта, когда раджа Доминго и христианская миссия решили ограничить отправление традиционных культов в деревнях, расположенных за вулканом Или Мандири — староста деревни Леволоба даже угрожал жизни принца Лоренцо, объявив его агентом священников, однако сам был убит до того, как смог реализовать свои угрозы.

## Правление
Лоренцо II занял княжеский престол Ларантуки 14 сентября 1887 года, вскоре после смерти раджи Доминго. К этому времени Лоренцо уже достиг совершеннолетия и был женат. Новый раджа в первый же день приступил к кардинальным преобразованиям, прежде всего, в сфере религиозной политики Ларантуки. Уже в день своей инаугурации Лоренцо приказал несколько изменить традиционную церемонию, сделав её менее «языческой» и более христианской. Затем он ввёл для своих подданных наказание в виде штрафа размером в один гульден за непосещение мессы. Те, кто не в состоянии был уплатить этот штраф, приговаривались к пяти дням принудительных работ. Через месяц после инаугурации Лоренцо приказал заключить в тюрьму 20 человек за «исполнение традиционных ритуалов или суеверий». Таким образом, с первых дней своего правления Лоренцо II заложил основу неразрешимого конфликта с голландской администрацией, в конечном итоге, приведшего к его свержению. Действия нового раджи, горячо одобряемые католическими миссионерами, вызвали крайнее неудовольствие колониальных властей, которые выступали за свободу вероисповедания на территории Голландской Ост-Индии, распространяя её на тех, кого миссионеры называли «язычниками». В апреле 1889 года голландский резидент Г. Г. де Вильнёв потребовал объяснений от Лоренцо, почему он заставляет людей посещать мессу под угрозой наказания и почему он до сих пор не восстановил храм в деревне Локеа. Лоренцо ответил, что храм был перестроен из маленького здания без крыши в здание гораздо большего размера и молитвенный дом, где могли находиться 100 «горных людей». Когда же де Вильнёв указал, что раджа, по примеру своих предшественников, должен проводить в храме традиционные языческие жертвоприношения, он получил от Лоренцо категорический отказ. На счастье раджи Лоренцо, Г. Г. де Вильнёв вскоре ушёл в отставку, а его преемник У. К. Хугкамер не стал возражать против взимания штрафов за непосещение мессы и за заключение браков вне церкви. Вместе с тем Хугкамер указал священникам, что раджа должен больше думать о своих обязательствах перед голландской администрацией, чем о своих суверенных правах, прямо заявив им, что Лоренцо «не является независимым правителем».
Одновременно Лоренцо начал укреплять собственную власть внутри княжества — он запретил своим подданным заключать любые союзы с другими правителями без его разрешения, а в случае войны никто из его подданных не мог вступать в какие-либо отношения с врагами раджи, кроме как предпринимать меры к восстановлению мира. Отныне запрещалось решать судебные тяжбы при помощи ордалий — стороны спора больше не могли прибегать к испытанию, в ходе которого они сами или их представители пытались пересидеть друг друга под водой, чтобы увидеть, кто прав. Каждый подданный Ларантуки обязан был трудиться установленное количество дней, иначе приговаривался к принудительным работам. По приказу раджи по улицам стали отлавливать пьяных и помещать их под арест. Для сановников и чиновников был введён определённый дресс-код — они должны были быть прилично одеты, чтобы подавать пример своим подчинённым. Это вскоре привело к тому, что никто больше не приходил на службу полуголым. Кроме того, Лоренцо II официально отменил в Ларантуке долговое рабство и запретил продавать в рабство детей и слуг.
Со временем правление Лоренцо стало приобретать деспотические черты. Он казнил одного из своих родственников, сторонники которого напали на Лоренцо, что еще больше вызвало недовольство голландской администрации. Один из миссионеров, отец Френкен, обвинил Лоренцо в неоднократном прелюбодеянии, а также в возведении ложных обвинений против своих подданных, на основании которых раджа некоторых из них изгнал, а на других наложил непомерные штрафы. Постепенно в народе, в том числе среди католических священников, начало крепнуть мнение, что раджа Лоренцо тронулся умом. Многие подданные, несправедливо преследуемые раджой, находили укрытие у католической миссии. В ответ на это Лоренцо стал требовать от некоторых глав селений «горных людей» силой отнимать беженцев у священников и предавать их суду раджи. По просьбе жителей священник Френкен направил колониальной администрации отчёт с обвинениями против раджи Лоренцо.
Ещё большее раздражение колониальных властей вызывали внешнеполитические действия Лоренцо II. В 1888 году он позволил втянуть себя в спор между мусульманскими раджами Ламахалы и Адонары, что побудило голландского резидента де Вильнёва пригрозить Лоренцо свержением с престола. В 1894 году в колониальную администрацию стали поступать жалобы на то, что агенты раджи Ларантуки пытаются взимать налоги на территории, принадлежащей радже Сикки, а сам Лоренцо во главе войска из 500 человек предпринял поход на Маумере, столицу Сикки. Аналогичные обвинения против Лоренцо были выдвинуты и в 1898 году. Конфликт между раджами Ларантуки и Сикки принял хронический характер: в сентябре 1902 года Лоренцо вновь вторгся во владения Сикки во главе войска из 1000 человек. Одновременно разрасталась война на востоке Адонары, в которой, по мнению голландских властей, был Лоренцо принимал активное участие. Потеряв терпение, голландские власти низложили его 1 июля 1904 года и сослали на Яву, где он и умер в ноябре 1910 года.
Правление раджи Лоренцо II стало последним периодом в истории Ларантуки, её правитель попытался проявлять какую-либо независимого от голландской колониальной администрации. Свержение Лоренцо ознаменовало начало движения к бюрократической форме управления территориями Голландской Ост-Индии, на которых местные раджи, остававшиеся у власти, исполняли лишь декоративную роль. В районе острова Флорес этот процесс завершился в 1960 году, когда власти Индонезии упразднили должность раджи, окончательно ликвидировав остатки «феодальной» структуры власти, унаследованной от администрации Голландской Ост-Индии. Подводя итоги правления Лоренцо II, голландский исследователь католицизма в Индонезии К. Стинбринк писал, что «с низложением Лоренцо II в 1904 году мечте о католическом королевстве пришёл конец».